# Naval Air Station Norfolk
Base aéronavale de Norfolk
Le Naval Station Norfolk Chambers Field ( IATA : NGU , ICAO : KNGU , FAA LID : NGU), est connue simplement sous le nom de Chambers Field du nom du capitaine Washington Irving Chambers (en) . C'est un aéroport militaire à Norfolk, en Virginie, qui fait partie de la base navale de Norfolk. Il soutient les forces aéronavales de l'United States Fleet Forces Command, celles opérant dans l'océan Atlantique, la mer Méditerranée et l'océan Indien. Il est important de noter que "Chambers Field" ne fait référence qu'à la zone géographique de la piste de l'aéroport, des voies de circulation, de deux héliports et de six héliports.

## Historique

### Origine
Le Naval Air Station Norfolk a commencé la formation des aviateurs le 19 mai 1917. Les avions, tous des hydravions, étaient amarrés à des piquets jusqu'à la construction de hangars en toile. Sa mission était de mener des patrouilles anti-sous-marines, de former des aviateurs et des mécaniciens et de gérer une installation expérimentale.

### Première guerre mondiale
Durant les 19 mois de participation des Etats-Unis à la première guerre mondiale une force de 6.716 officiers et 30.693 enrôlés a servi dans l'aviation navale. Après la guerre, la base a connu une décroissance des formations à cause de la réduction des budgets militaires et au krach boursier de 1929. Mais la base aérienne a pu développer la formation des pilotes aux atterrissages sur le pont du premier porte-avions de la flotte, l'USS Langley (CV-1) et le développement du catapultage. La formation de groupes aériens se fit à partir de porte-avions nouvellement mis en service tels que l'USS Langley, l'USS Saratoga (CV-3) et l'USS Lexington (CV-2).
À la fin des années 1930, d'importants travaux de construction ont eu lieu à NS Norfolk. En 1939, lorsque la flotte de l'Atlantique est revenue sur la côte est, la station navale était clairement la plus grande installation navale de la côte atlantique avec une flotte d'environ 100 navires et l'expansion de l'aviation à bord des navires a remis l'accent sur la Naval Air Station Norfolk.

### Seconde guerre mondiale
Après la déclaration officielle de la guerre à la suite de Pearl Harbor, l'Allemagne a lancé une offensive de sous-marins, "Operation Drumbeat", contre la navigation le long de la côte atlantique. La réponse américaine fut la mise en service des unités de la Fleet Air Wing Five aux unités d'aviation de la flotte de l'Atlantique. AIRLANT a également fourni des groupes aériens de porte-avions prêts au combat, des escadrons de patrouille et des unités d'aviation de cuirassés et de croiseurs pour les flottes de l'Atlantique et du Pacifique.
À la suite de la formation de la Naval Air Force Atlantic (AIRLANT) la base est passée à un lieu d'entraînement avancé pour les hommes allant directement au combat. De 1943 à la fin de la guerre, un total de 326 unités américaines ont été mises en service et entraînées sous le contrôle d'AIRLANT.

### L'après-guerre
La base aérienne a accueilli plus de 70 unités locataires. Le NAS Norfolk a également répondu à des périodes de stress nationales, telles que l' opération Sincere Welcome en 1994, lorsque 2000 travailleurs civils, personnes à charge et militaires non essentiels ont été évacués vers Norfolk depuis la base navale de la baie de Guantánamo à Cuba. Cet afflux de personnes était un exemple de répétition de l'histoire, car la station avait également accueilli des évacués lors de la crise des missiles de Cuba en 1962.
En 1968, la station aérienne a joué un rôle majeur dans la vision de John F. Kennedy de mettre un homme sur la lune (Programme Apollo). La station aérienne est devenue le Recovery Control Center (RCC) Atlantic, qui assurait le commandement, le contrôle et les communications des navires et des aéronefs qui participaient aux opérations de récupération d'Apollo 7.

### Depuis les années 1990
Après la guerre froide, pour réduire leurs coûts d'exploitation, améliorer leur efficacité et mieux adapter leur capacité à la taille réduite de la Marine, il y eut la fusion de la base navale  et de la base aéronavale en 1998. En 2012, la fusion a été pleinement consommée lorsque le personnel du détachement de la Naval Air Station Oceana à Norfolk a été dissout et intégré au département des opérations aériennes de la station navale Norfolk.

## Les unités subordonnées
| Insignia | Squadron                                    | Code    | Callsign/Nickname | Assigned Aircraft | Operational Assignment                                                                             |
| -------- | ------------------------------------------- | ------- | ----------------- | ----------------- | -------------------------------------------------------------------------------------------------- |
|          | Carrier Airborne Early Warning Squadron 120 | VAW-120 | Greyhawks         | E-2 Hawkeye       | Fleet Replacement Squadron (FRS)                                                                   |
|          | Carrier Airborne Early Warning Squadron 121 | VAW-121 | Bluetails         | E-2 Hawkeye       | Carrier Air Wing Seven                                                                             |
|          | Carrier Airborne Early Warning Squadron 123 | VAW-123 | Screwtops         | E-2 Hawkeye       | Carrier Air Wing Three                                                                             |
|          | Carrier Airborne Early Warning Squadron 124 | VAW-124 | Bear Aces         | E-2 Hawkeye       | Carrier Air Wing Eight                                                                             |
|          | Carrier Airborne Early Warning Squadron 126 | VAW-126 | Seahawks          | E-2 Hawkeye       | Carrier Air Wing One                                                                               |
|          | Fleet Logistics Support Squadron 40         | VRC-40  | Rawhides          | C-2 Greyhound     | Fournit des détachements de deux aéronefs à chaque escadre aérienne de porte-avions de la côte est |
|          | Helicopter Mine Countermeasures Squadron 12 | HM-12   | Sea Dragons       | MH-53E Sea Dragon | Fleet Replacement Squadron                                                                         |
|          | Helicopter Mine Countermeasures Squadron 14 | HM-14   | Vanguard          | MH-53E Sea Dragon | Déploiement de transport à l'avant                                                                 |
|          | Helicopter Mine Countermeasures Squadron 15 | HM-15   | Blackhawks        | MH-53E Sea Dragon | Déploiement de transport à l'avant                                                                 |
|          | Helicopter Sea Combat Squadron 2            | HSC-2   | Fleet Angels      | MH-60S Knighthawk | Fleet Replacement Squadron                                                                         |
|          | Helicopter Sea Combat Squadron 5            | HSC-5   | Nightdippers      | MH-60S Knighthawk | Carrier Air Wing Seven                                                                             |
|          | Helicopter Sea Combat Squadron 7            | HSC-7   | Dusty Dogs        | MH-60S Knighthawk | Carrier Air Wing Three                                                                             |
|          | Helicopter Sea Combat Squadron 9            | HSC-9   | Tridents          | MH-60S Knighthawk | Carrier Air Wing Eight                                                                             |
|          | Helicopter Sea Combat Squadron 11           | HSC-11  | Dragonslayers     | MH-60S Knighthawk | Carrier Air Wing One                                                                               |
|          | Helicopter Sea Combat Squadron 22           | HSC-22  | Sea Knights       | MH-60S Knighthawk | Amphibious ready group (en)                                                                        |
|          | Helicopter Sea Combat Squadron 26           | HSC-26  | Chargers          | MH-60S Knighthawk | Déploiement de transport à l'avant et Amphibious ready group (en)                                  |
|          | Helicopter Sea Combat Squadron 28           | HSC-28  | Dragon Whales     | MH-60S Knighthawk | Amphibious ready group (en)                                                                        |